# 北海道帶廣農業高等學校
北海道帶廣農業高等學校是位於日本北海道帶廣市的道立農業高等學校，常被簡稱為「帶農」。
學校最成立於1920年，最初為當時的帶廣町及周邊的行政區劃共同設立的實業學校，名為「帶廣町外12村組合立十勝農業學校」，1922年由北海道廳接手負責後更名為「北海道廳立十勝農業學校」，1948年配合日本的學制改革更名為「道立十勝農業高等學校」，僅兩年後在1950年又更名為「北海道川西農業高等學校」，並陸續設立上士幌分校和士幌分校，不過這兩個分校很快地在1951年和1952年分別獨立設為北海道上士幌高等學校和北海道士幌高等學校。
學校最後在1967年更名為「北海道帶廣農業高等學校」。
漫画家荒川弘的作品銀之匙 Silver Spoon中的「大蝦夷高等農業學校」即是以此校為原型，荒川弘本人也正是此校酪農科畢業之校友。